# Peter Henrici (Theologe)
Peter Henrici SJ (* 31. März 1928 in Zürich; † 6. Juni 2023 in Brig) war ein Schweizer Ordensgeistlicher, römisch-katholischer Theologe und Weihbischof in Chur.

## Leben
Peter Henrici trat 1947 in den Jesuitenorden ein und wurde nach seinem Studium der Altphilologie und der Indogermanistik an der Universität Zürich sowie weiteren philosophischen und theologischen Studien an verschiedenen Universitäten in Rom, München und Löwen 1958 zum Priester geweiht. 1965 legte er die feierlichen Ordensgelübde mit dem besonderen Gelübde des Papstgehorsams ab.
Henrici war von 1960 bis 1993 Professor für neuere Philosophiegeschichte an der Päpstlichen Universität Gregoriana in Rom. Hier war er unter anderen philosophischer Lehrer von Karl Lehmann. 1993 wurde Henrici Gastprofessor an der Theologischen Hochschule Chur, die ihn 2008 zum Honorarprofessor ernannte.
Papst Johannes Paul II. ernannte ihn am 4. März 1993 zum Weihbischof in Chur und Titularbischof von Absorus. Die Bischofsweihe spendete ihm der Kardinalpräfekt der Kongregation für die Bischöfe, Bernardin Gantin, am 31. Mai desselben Jahres im Kloster Einsiedeln. Mitkonsekratoren waren der Bischof von Bistum Lausanne, Genf und Freiburg, Pierre Mamie, und der Bischof von Chur, Wolfgang Haas, der ihn auch zum Bischofsvikar des Bistums Chur ernannte.
Am 5. Februar 2007 nahm Papst Benedikt XVI. sein altergemäss vorgebrachtes Rücktrittsgesuch von seinem Amt als Weihbischof an. Zuletzt lebte er im Kloster St. Ursula in Brig im Kanton Wallis, wo er am 6. Juni 2023 im Alter von 95 Jahren starb.

## Schriften
- Hegel und Blondel. Eine Untersuchung über Form und Sinn der Dialektik in der „Phänomenologie des Geistes“ und der ersten „Action“. Pullach bei München: Verlag Berchmanskolleg 1958.
- Aufbrüche christlichen Denkens. Einsiedeln: Johannes-Verlag 1978.
- Hans Urs von Balthasar. Aspekte seiner Sendung. Freiburg im Br.: Johannes-Verlag Einsiedeln 2008. ISBN 978-3-89411-402-2.
- Hegel für Theologen. Gesammelte Aufsätze. Freiburg im Üechtland: Academic Press Fribourg 2009. ISBN 978-3-7278-1645-1.
- Philosophie aus Glaubenserfahrung. Studien zum Frühwerk Maurice Blondels. Freiburg im Br.: Verlag Karl Alber 2012. ISBN 978-3-495-48479-1.
- Erlebte Kirche. Von Löwen über Rom nach Zürich. Zürich: Theologischer Verlag 2018. ISBN 978-3-290-20163-0.
- Rückblick: Ereignisse und Erlebnisse. Zum Andenken an meinen geistlichen Bruder Bischof Paul Vollmar und an meinen leiblichen Bruder Dr. iur. Andreas Henrici. Ein Interview mit Urban Fink. Herausgegeben von der Inländischen Mission. Zofingen 2021.[5]

Henrici übersetzte zahlreiche Bücher aus dem Französischen, u. a. von Jean Daniélou, Maurice Blondel und Peter Faber.